# 松本望
松本望（日语： Matsumoto Nozomu，1905年5月2日—1988年7月15日），是一位日本商人和發明家，創立了先鋒公司。他於1905年出生於日本神戶，是一位基督教傳教士的兒子。由於松本的基督教信仰，相信他的電子產品可以幫助傳教工作，於1936年在大阪創立了福音商會電氣製作所，其名稱大致翻譯為「Blessed Sound Electric Company」或「Gospel Electric Company」。1937年，他創造了A-8揚聲器，並將其命名為「先鋒」。1938年松本搬到東京，開設了一家修理收音機和揚聲器的小工廠。在二戰結束後，公司迅速擴張。
他的兒子松本聖哉畢業於中央大學，在1982年加入父親的公司並擔任銷售和營銷主管，直到成為該公司的總裁。聖哉的弟弟松本完哉和他的父親一樣，技術非常精湛。加入公司時，他負責公司的技術和生產方面的工作。1961年，「先鋒」更名為「先鋒電子株式會社」，並在東京證券交易所上市。松本望於1988年去世，享年83歲。

## 外部連結
- http://www.silverpioneer.netfirms.com/components.htm （页面存档备份，存于）
- http://www.answers.com/topic/pioneer-electronic-corporation?cat=biz-fin （页面存档备份，存于）